# Коканд
Коканд (на узбекски: Qo‘qon или Қўқон) е град във Ферганска област, Източен Узбекистан. Разположен е 228 km югоизточно от столицата Ташкент, 115 km западно от Андижан и 88 km западно от Фергана.
Коканд е кръстопът на древни търговски пътища и място на сливане на два големи пътя към Ферганската долина.

## История
Коканд е съществувал поне през X век под името Хавокенд и е често споменаван в дневниците на търговците от керваните между Индия и Китай. Монголската империя разрушава града през XIII век.
Сегашният град е създаден първоначално като крепост през 1732 г. През 1740 г. става столица на Узбекското кралство.
Руските имперски сили предвождани от генерал Михаил Скобелев завладяват града през 1876 г. и той става част от Руския Туркестан.

## Образование
В града има 2 института, 7 колежа и лицеи, 40 средни и 5 музикални училища, театър, 20 библиотеки и други малки клубове. Има 7 исторически музеи.

## Икономика
Коканд е център на производството на тор, химикали, машинни съоръжения, преработка на памук и хранително-вкусова промишленост.